# Tomasz Hudziec
Tomasz Hudziec (ur. 3 grudnia 1965 we Wrocławiu) – polski aktor.
Studiował na Wydziale Lalkarskim PWST we Wrocławiu (1985-1987), ale studiów nie ukończył.
W latach 1987–1988 występował w Teatrze Współczesnym we Wrocławiu.

## Wybrana filmografia
- Nauka latania (1978, reż. Sławomir Idziak)
- Zmory (1978)
- Z biegiem lat, z biegiem dni... (1980, reż. Edward Kłosiński, Andrzej Wajda) - jako Jerzy Rolewski, syn Julii i Aleksandra
- Dreszcze (1981, reż. Wojciech Marczewski)
- Zygfryd (1986)
- Zero życia 1987, reż. Roland Rowiński - jako maturzysta Tomek
- Nad rzeką, której nie ma (1991), reż. Andrzej Barański